# 禁断召喚!サモンマスター
『禁断召喚！サモンマスター』（きんだんしょうかんサモンマスター）は、かつてブシモで提供されていたストラテジーカードバトルゲーム。
領土拡大を目論む各国の戦いに終止符を打つべくモンスターを召喚して戦う。キャラクターデザインは泉彩。
『禁断召喚！サモンマスター-クインテットプリンセス-』のタイトルで『月刊ブシロード』2014年5月号から2015年3月号まで漫画版が連載された（作画：椿春雨、脚本：和田宜之）。
2015年12月28日15時サービス終了。

## 登場人物
リーネ
声 - 内田真礼
フェラルド王国の王女。
シャル
声 - 釘宮理恵
ランディム王国の王女。
エリス
声 - 田村ゆかり
グリテリア帝国の王女。
サクヤ
声 - 野水伊織
ムラクモ皇国の皇女。
レイラ
声 - 楠田亜衣奈
商国ゼルシャの姫君。
アイリ
声 - 佐藤奏美
リーネの側近。
ユイ
声 - 洲崎綾
シャルの側近。
エリック
声 - 松岡禎丞
ランディム王国の執事。
マリリン
エリスの側近。
マイ
サクアの側近。

## イラスト
- 藤真拓哉
- ミヤスリサ
- 甘塩コメコ
- 志緒野博
- 安達洋介
- しろ
- 七樋みう
- 成瀬ちさと
- ワダアルコ
- Prime

## プロデューサー
- 市村隆介

## 主題歌
「Brave Master」
作詞 - ayachi / 作曲 - 菊田大介（Elements Garden） / 歌 - ルル（寺川愛美）